# Leandro Freire de Araújo
Leandro Freire de Araújo (sinh ngày 21 tháng 8 năm 1989 in Brazil), thường được biết với tên Freire, là một cầu thủ bóng đá người Brasil thi đấu ở vị trí hậu vệ. Hiện tại anh thi đấu cho Shimizu S-Pulse ở J1 League.

## Sự nghiệp
Trước đây anh thi đấu cho Vitória S.C. ở Giải bóng đá vô địch quốc gia Bồ Đào Nha.
Ngày 28 tháng 3 năm 2014, Freire ký hợp đồng với đội bóng tại Giải bóng đá ngoại hạng Kazakhstan FC Ordabasy theo một hợp đồng cho mượn dài hạn, trở lại Nacional vào tháng 1 năm 2015.
Ngày 14 tháng 2 năm 2017, Freire được thông báo là bản hợp đồng mới với đội bóng J.League Shimizu S-Pulse.

## Thống kê sự nghiệp
Tính đến trận đấu diễn ra ngày 23 tháng 1 năm 2017
| Câu lạc bộ          | Mùa giải            | Giải vô địch        | Giải vô địch | Giải vô địch | Cúp Quốc gia | Cúp Quốc gia | Cúp Liên đoàn | Cúp Liên đoàn | Châu lục | Châu lục | Khác | Khác | Tổng | Tổng |
| Câu lạc bộ          | Mùa giải            | Hạng đấu            | Trận         | Bàn          | Trận         | Bàn          | Trận          | Bàn           | Trận     | Bàn      | Trận | Bàn  | Trận | Bàn  |
| ------------------- | ------------------- | ------------------- | ------------ | ------------ | ------------ | ------------ | ------------- | ------------- | -------- | -------- | ---- | ---- | ---- | ---- |
| Vitória             | 2010–11             | Primeira Liga       | 11           | 0            | 4            | 0            | 2             | 0             | –        | –        | –    | –    | 17   | 0    |
| Vitória             | 2011–12             | Primeira Liga       | 7            | 1            | 0            | 0            | 2             | 0             | 0        | 0        | –    | –    | 9    | 1    |
| Vitória             | 2012–13             | Primeira Liga       | 9            | 1            | 3            | 1            | 2             | 0             | –        | –        | –    | –    | 14   | 2    |
| Vitória             | 2013–14             | Primeira Liga       | 5            | 0            | 0            | 0            | 0             | 0             | 1        | 0        | 0    | 0    | 6    | 0    |
| Vitória             | Tổng                | Tổng                | 32           | 2            | 7            | 1            | 6             | 0             | 1        | 0        | 0    | 0    | 46   | 3    |
| Nacional            | 2013–14             | Primeira Liga       | 0            | 0            | 0            | 0            | 0             | 0             | –        | –        | –    | –    | 0    | 0    |
| Nacional            | 2014–15             | Primeira Liga       | 8            | 0            | 1            | 0            | 0             | 0             | –        | –        | –    | –    | 9    | 0    |
| Nacional            | Tổng                | Tổng                | 8            | 0            | 1            | 0            | 0             | 0             | -        | -        | -    | -    | 9    | 0    |
| Ordabasy (mượn)     | 2014                | Giải Kazakhstan     | 28           | 1            | 1            | 0            | –             | –             | –        | –        | –    | –    | 29   | 1    |
| Apollon Limassol    | 2015–16             | Giải Síp            | 33           | 3            | 7            | 0            | –             | –             | 6        | 0        | –    | –    | 46   | 3    |
| Chaves              | 2016–17             | Primeira Liga       | 18           | 0            | 3            | 0            | 0             | 0             | –        | –        | –    | –    | 21   | 0    |
| Shimizu S-Pulse     | 2017                | J1 League           | 0            | 0            | 0            | 0            | 0             | 0             | –        | –        | –    | –    | 0    | 0    |
| Tổng cộng sự nghiệp | Tổng cộng sự nghiệp | Tổng cộng sự nghiệp | 87           | 4            | 12           | 0            | 0             | 0             | 6        | 0        | 0    | 0    | 105  | 4    |

## Danh hiệu
Vitória de Guimarães
- Cúp bóng đá Bồ Đào Nha: 2012–13

Apollon
- Cúp bóng đá Síp: 2015–16